# Pokrovskoje (Ťumeňská oblast)
Pokrovskoje (rusky Покровское) je vesnice v Jarkovském rajonu Ťumeňské oblasti v Ruské federaci.

## Geografie
Obec leží na řece Tura 24 km jihozápadně od Jarkova. Poblíž obce vede silnice Р-404 (R-404).

## Dějiny
Roku 1869 se zde narodil Grigorij Rasputin, přítel rodiny cara Mikuláše II.
17. července 1992 bylo v Pokrovském otevřeno muzeum Grigorije Rasputina (první soukromé muzeum v Rusku). Jako součást sbírky slouží soukromé předměty rodiny Rasputinových, které byly po vystěhování Paraskevy Fjodorovny a syna Dmitrije rozdány obyvatelům vesnice. Původní fotografie Grigorije Jefimoviče a jeho rodiny s darovacími nařízeními, osobní Rasputinovy zápisky, projekt ikonostasu místního chrámu. Taktéž se zde nacházejí kopie listin, které jsou uchovávány v různých archivech Ruska, stejně jako rozsáhlý tiskový materiál o Rasputinovi v různých světových jazycích. Činnost muzea byla ohodnocena diplomem z mezinárodního muzejního bienále, v konkursu „Muzeum—Eurasia 2006“. Největším úspěchem bylo získání diplomu národní turistické ceny Jurije Senkeviče v roce 2010.
Na počest Rasputina ve vsi vzniklo také historicko-kulturní středisko „Kazanskij“ („Казанский“); bylo otevřeno v roce 2016.